# Папианила (съпруга на Сидоний Аполинарий)
Вижте пояснителната страница за други личности с името Папианила.
Папианила (на латински: Papianilla; * 432 г.) е дъщеря на римския император Авит (455 – 456).
Тя има два братя Агрикола (440 – сл. 507; vir inlustris) и Екдиций (magister militum praesentalis 474 – 475).
През 452 г. се омъжва за братовчед си гало-римлянина Гай Солий Модест Сидоний Аполинарий от Лион. Част от нейната зестра е имението Авитакум.
Съпругът ѝ е през 468 г. префект на Рим, а след това епископ на Оверн и в Клермон Феран. Неговите произведения са важни източници за историята на Галия в късната античност. Канонизиран е по-късно за Светец.
От този брак се раждат четири деца – един син с името Аполинарий и три дъщери – Роския, Севериана и Алцима.
Тя има първа братовчедка, която се казва също Папианила (clarissima femina, * 415 г.), племеничка на император Авит и съпруга на Тонантий Фереол (преториански префект на Галия през 451 г.), внукът на Флавий Афраний Сиагрий.